# 稻江科技暨管理學院

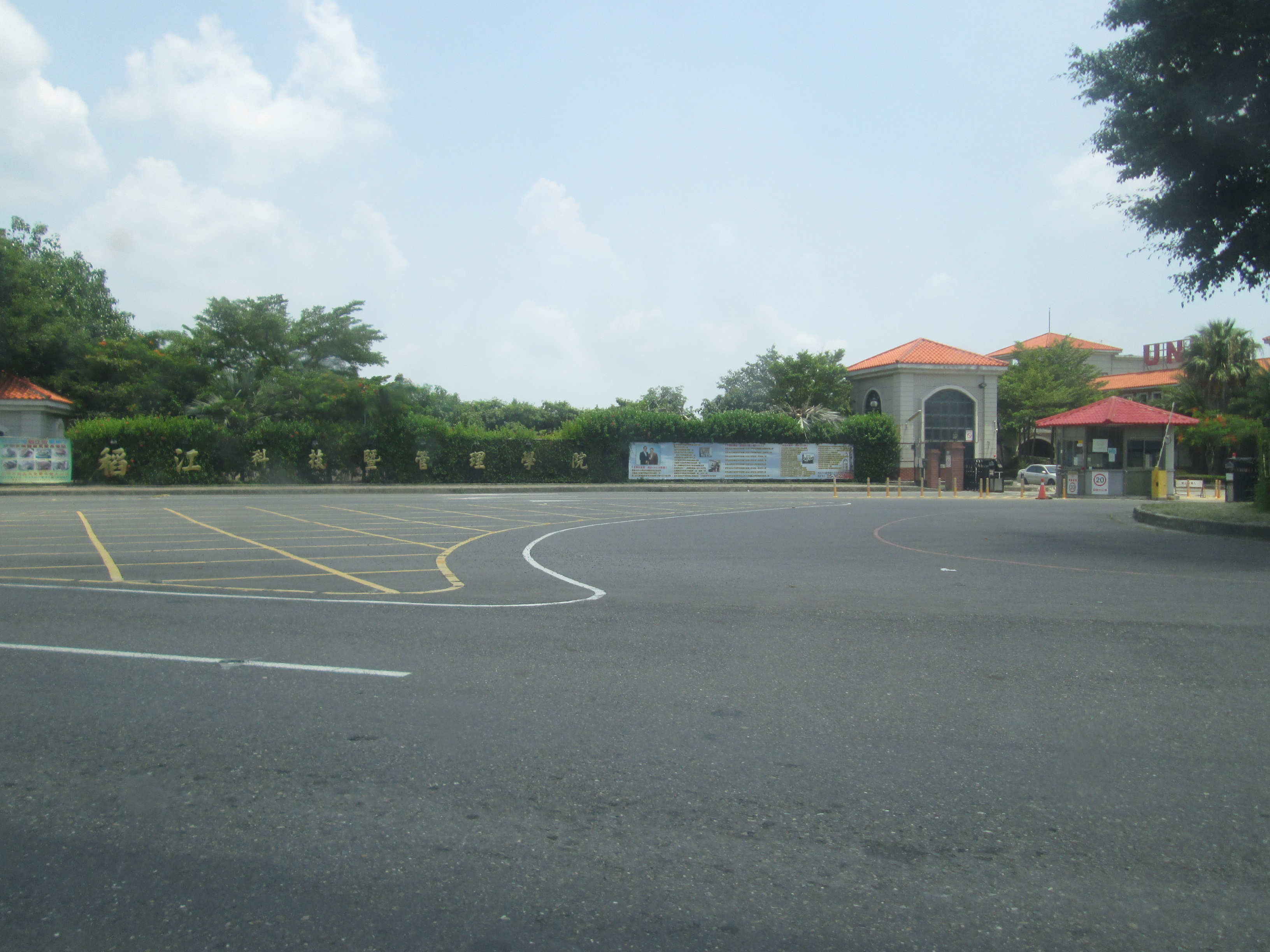
稻江科技暨管理學院校門口

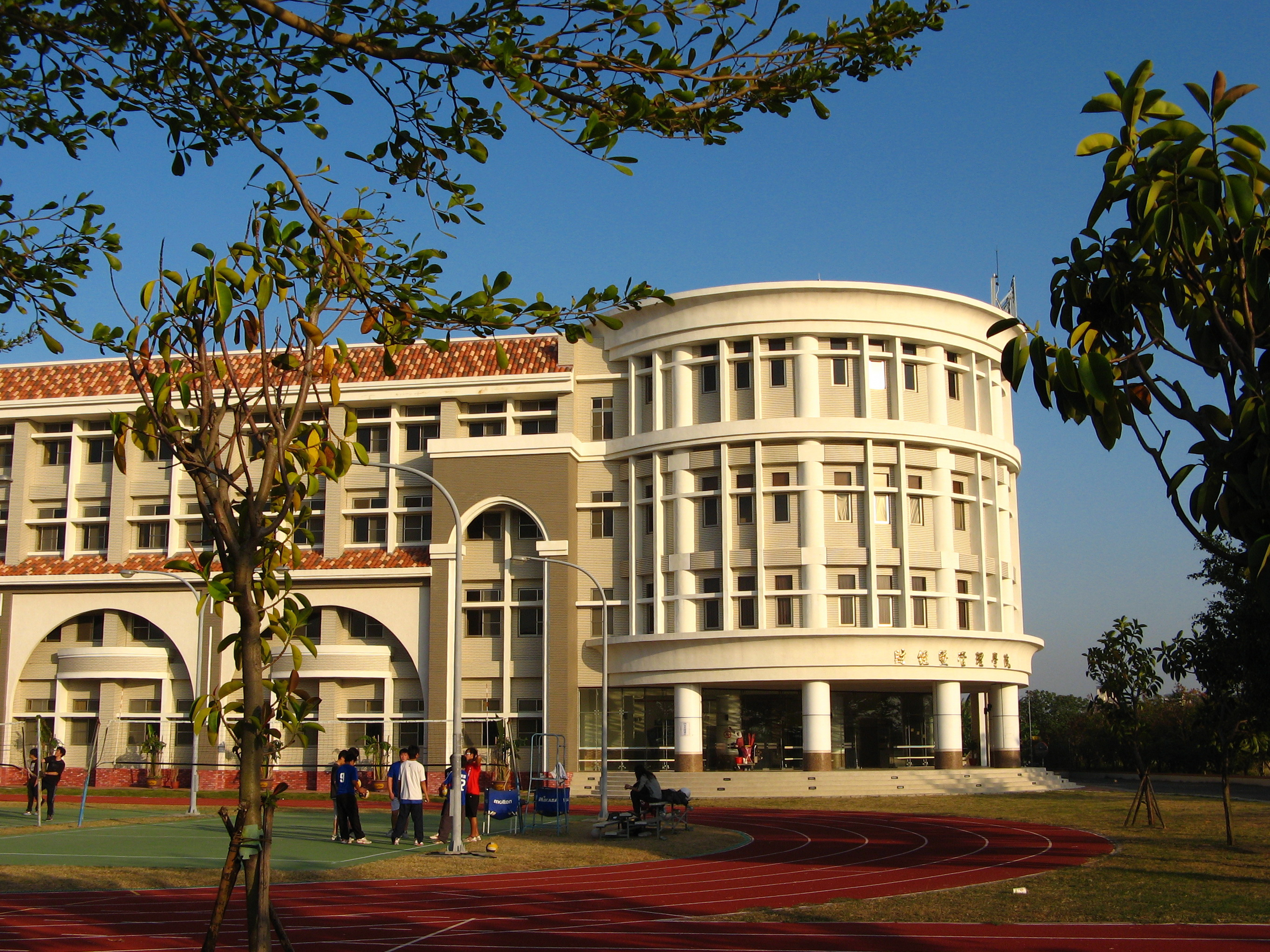
稻江科技暨管理學院F棟

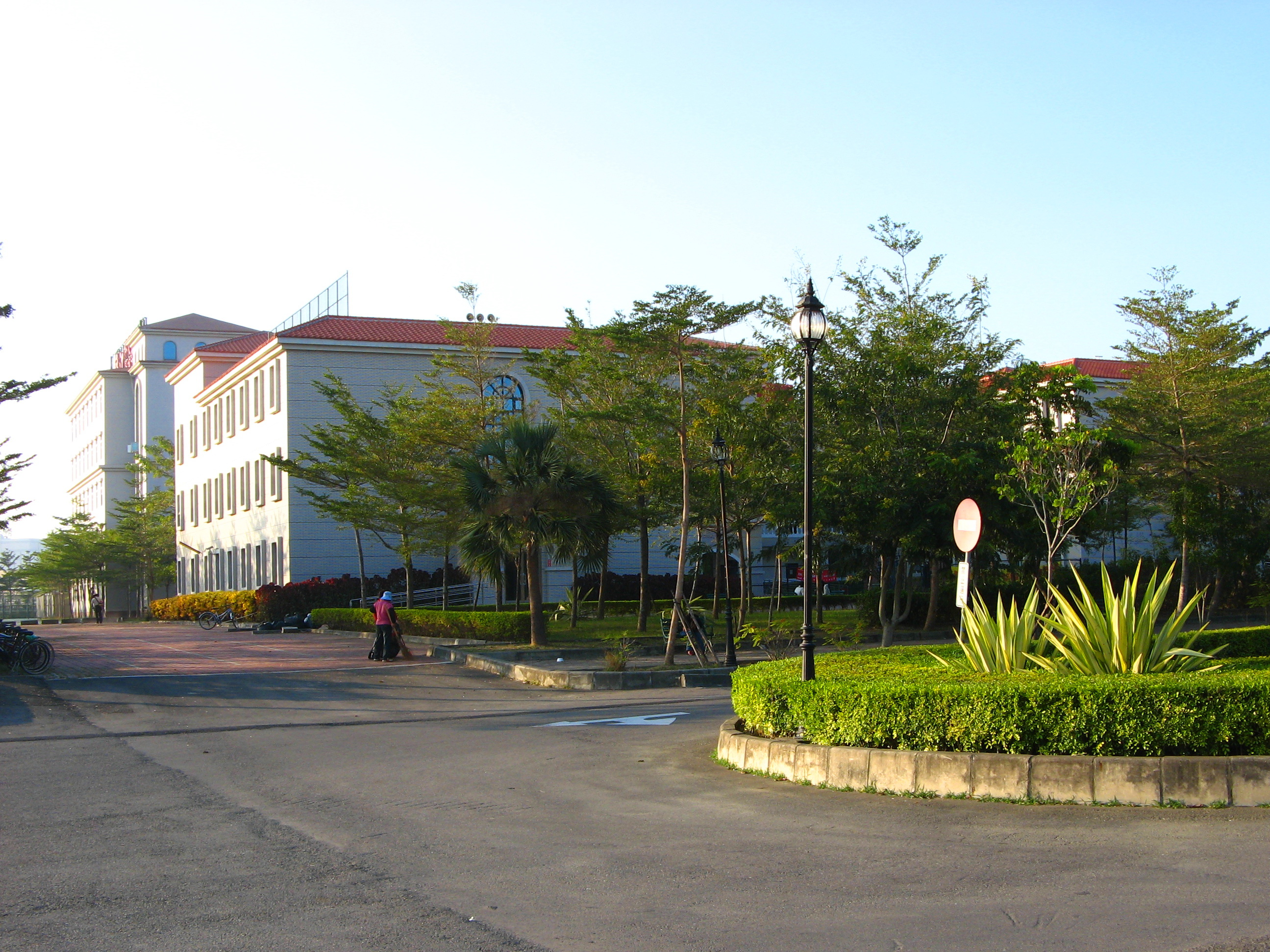
稻江科技暨管理學院宿舍

稻江科技暨管理學院（英語：Toko University），簡稱稻江學院，是位於嘉義縣政中心太保市與朴子市交界，曾是一所私立學院。共有12個學系、2個二年制專班、3個碩士班、1個碩士在職專班。
2020年5月校方宣布停辦、停招，7月3日教育部撤回稻江停辦計畫，維持停招。2021年6月21日，教育部經設立變更停辦審議會決議，同意稻江於2021年7月31日起停辦。並於2022年11月30日由教育部同意轉型為稻江長照財團法人。

## 校史
- 1998年 稻江文理學院籌備處成立。
- 1999年 申請改設稻江科技暨管理學院。
- 2001年 8月，稻江科技暨管理學院成立，設有生活應用科學系（分設餐飲管理組、兒童與家庭組）、應用語文學系、資訊科技學系、資訊管理學系、運輸管理學系、財經法律學系、國際企業管理學系。
- 2002年 增設休閒遊憩管理學系、營養保健科學系。生活應用科學系兒童與家庭組更名為生活應用科學系幼兒教育組。
- 2003年 增設老人福祉學系、公共事務管理學系、營養與保健科學學系、輔導與諮商學系、應用藝術與設計學系、動畫與遊戲軟體設計學系、文學與平面傳播學系。生活應用科學系幼兒教育組獨立為幼兒教育學系；生活應用科學系餐飲管理組獨立為餐旅管理學系。
- 2005年 輔導與諮商學系改名諮商心理學系。
- 2006年 增設休閒遊憩管理學系碩士班、動畫與遊戲軟體設計學系碩士班、旅運管理學系、環境暨職業衛生學系。
- 2007年 發生十八分上大學事件，該年度大學指考最低錄取分落在該校資訊科學系，引起社會以及教育界譁然。[2]
- 2008年 文學與平面傳播學系改名文學創作與傳播學系。
- 2009年 動畫與遊戲軟體設計學系改名動畫遊戲設計學系、營養保健科學系改名營養科學系、資訊科技學系改名網路系統學系、應用語文學系改名應用外語學系並停招、休閒遊憩管理學系與旅運管理學系合併為休閒遊憩與旅運管理學系、運輸與物流學系與國際企業管理學系合併為運輸物流與行銷管理學系、停招環境暨職業衛生學系、應用藝術與設計學系併入文學創作與傳播學系。同年4月，與朴子醫院簽訂產學合作[3]。
- 2011年 增設數位時尚設計學系，老人福祉學系改名老人福祉與社會工作學系；文學創作與傳播學系改名傳播藝術系。停招公共事務管理學系。
- 2012年 增設行動科技學系。網路系統學系與資訊管理學系合併為數位內容設計與管理學系。
- 2013年 增設時尚美容藝術與保健管理學士學位學程。運輸物流與行銷管理學系改名運輸物流管理學系。
- 2014年 增設國際商務碩士學位學程、法律學士學位學程、表演藝術學士學位學程、幼兒教育學系碩士班。停招傳播藝術學系、數位內容設計與管理系暨碩士班、財經法律學系。同年3月，成立棒球隊, 當年在全校資源投入努力下,榮獲大專棒球運動聯賽（University Baseball League，簡稱UBL ）總冠軍, 獲得晉級甲組資格。
- 2015年 增設觀光規劃學士學位學程、經營管理學士學位學程。數位時尚設計學系改名時尚設計學系、餐旅管理學系改名餐飲管理學系。法律學士學位學程自財經暨管理學群改隸民生學群。停招運輸物流管理學系、營養科學系、諮商心理學系。
- 2017年，老人福祉與社會工作學系改名社會工作學系。停招時尚設計學系、國際商務碩士學位學程。
- 2018年，增設時尚美容藝術管理學系，停招時尚美容藝術與保健管理學士學位學程、法律學士學位學程進修學士班、幼兒教育學系進修學士班。
- 2019年，停招觀光規劃學士學位學程、動畫遊戲設計學系碩士班、餐飲管理學系碩士班。
- 2020年5月，宣佈停辦、停招，輔導稻江學生轉學，以及教師提供優離方案，但財團法人稻江科技暨管理學院不會解散[4]。7月1日，教育部駁回停辦申請[5]。
- 2021年6月23日，教育部依照《私校法》、〈專科以上學校設立變更停辦辦法規定〉，稻江停辦一案已於5月24日提至私校諮詢會，6月21日再經設立變更停辦審議會審議，同意自今年7月31起稻江停辦。為2021年繼台灣觀光學院拍板停辦後第2所停辦的私校，也是近年來第7所走入歷史的私立大專校院[6]。

## 歷任校長
| 姓名           | 任期                        |
| -------------- | --------------------------- |
| 郭生玉         | 2001年9月－2003年7月        |
| 葉明德         | 2003年8月－2006年5月        |
| 黃韶顏         | 2006年9月－2009年7月        |
| 楊正宏         | 2009年8月－2012年7月        |
| 施光訓         | 2012年8月－2015年2月        |
| 張淑中         | 2015年6月－2019年5月        |
| 洪大安（代理） | 2019年5月－2021年7月31日    |
| 林博文（代理） | 2021年8月1日－2022年7月31日 |

## 教學單位
| 科技暨設計學群 | 動畫遊戲設計學系     | 行動科技學系 |
| 科技暨設計學群 | 表演藝術學士學位學程 |              |

| 財經暨管理學群 | 餐飲管理學系         | 休閒遊憩與旅運管理學系 |
| 財經暨管理學群 | 經營管理學士學位學程 |                        |

| 民生學群 | 幼兒教育學系         | 社會工作學系     |
| 民生學群 | 時尚美容藝術管理學系 | 法律學士學位學程 |

## 校友
- 張景淯-職棒選手
- 蔡貴絲-政治人物
- 徐愷伶-演員
- 林利豪-歌手
- 王大陸-演員
- 茵芙-演員
- 莊莫俄-歌手
- 琳妲-啦啦隊、網紅

## 相關
- 台灣大專院校退場

## 外部連結
- 稻江科技暨管理學院 （页面存档备份，存于）（繁體中文）（英文）
- 稻江科技暨管理學院 國際簽約學校 （页面存档备份，存于）
- 稻江科技暨管理學院 姊妹校資訊 （页面存档备份，存于）